# 菲尔茨
菲尔茨是德国莱茵兰-普法尔茨州的一个市镇。总面积3.11平方公里，总人口86人，其中男性44人，女性42人（2011年12月31日），人口密度28人/平方公里。